# Campeonato Sudamericano 1926

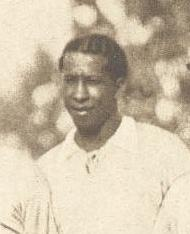
José Leandro Andrade elegido mejor jugador del torneo.

El Campeonato Sudamericano de Selecciones 1926 fue la décima edición del Campeonato Sudamericano de Selecciones, competición que posteriormente sería denominada como Copa América y que es el principal torneo internacional de fútbol por selecciones nacionales en América del Sur. Se desarrolló en Santiago, Chile, entre el 12 de octubre y el 3 de noviembre de 1926. Era la segunda vez que Chile organizaba este evento tras el campeonato realizado en 1920.
No asistió al torneo Brasil por problemas en su confederación.  Resulta que en el Congreso de Buenos Aires se otorgó la sede de 1926 a los brasileños, aunque luego se demostró que se habían omitido los pedidos de Chile para poder organizar.  Ofrecido a la Federación de Chile (previa admisión en la FIFA), los brasileños decidieron no participar.  Pero jugó por primera vez Bolivia. Uruguay se coronaría campeón del torneo.

## Organización

### Sede
| Santiago                  |
| ------------------------- |
| Campos de Sports de Ñuñoa |
| Capacidad: 27 000         |
|                           |

El Campos de Sports de Ñuñoa, ubicado en Santiago de Chile, fue la única sede de este torneo.

### Sistema de disputa
Se disputó mediante una liguilla. Donde la victoria eran 2 puntos, el empate era 1 punto, y la derrota eran 0 puntos.

### Árbitros
- Juan Pedro Barbera
- Norberto Luis Gallieri
- Francisco Jiménez
- Pedro José Malbrán
- Miguel Barba
- Aníbal Tejada

## Equipos participantes
Participaron cinco de las siete asociaciones afiliadas a la Confederación Sudamericana de Fútbol en esa época.
| Equipos participantes | Equipos participantes | Equipos participantes |
| --------------------- | --------------------- | --------------------- |
| Argentina             | Bolivia               | Chile                 |
| Paraguay              | Uruguay               |                       |

- En cursiva las selecciones que participan por primera vez.

## Resultados

### Posiciones
| Selección | Pts. | PJ | PG | PE | PP | GF | GC | Dif. |
| --------- | ---- | -- | -- | -- | -- | -- | -- | ---- |
| Uruguay   | 8    | 4  | 4  | 0  | 0  | 17 | 2  | +15  |
| Argentina | 5    | 4  | 2  | 1  | 1  | 14 | 3  | +11  |
| Chile     | 5    | 4  | 2  | 1  | 1  | 14 | 6  | +8   |
| Paraguay  | 2    | 4  | 1  | 0  | 3  | 8  | 20 | –12  |
| Bolivia   | 0    | 4  | 0  | 0  | 4  | 2  | 24 | –22  |

### Partidos
| 12 de octubre de 1926                                                                                 | Chile                                                                        | 7:1 (4:0) | Bolivia     | Campos de Sports de Ñuñoa, Santiago                                           |                                                                               |
| | Ramírez 10' · Subiabre 14' · Arellano 15', 41', 80', 84' · Moreno 47' (g.o.) |           | 62' Aguilar | Asistencia: 8 560 espectadores Árbitro(s): Norberto Luis Gallieri (Argentina) | Asistencia: 8 560 espectadores Árbitro(s): Norberto Luis Gallieri (Argentina) |
| Primer triunfo de Chile en un partido oficial. Primer gol olímpico en la historia de la Copa América. |                                                                              |           |             |                                                                               |                                                                               |

| 16 de octubre de 1926 | Argentina                                            | 5:0 (4:0) | Bolivia | Campos de Sports de Ñuñoa, Santiago                                |                                                                    |
|                       | Cherro 9', 19' · Sosa 31' · Delgado 43' · Miguel 74' |           |         | Asistencia: 8 000 espectadores Árbitro(s): Aníbal Tejada (Uruguay) | Asistencia: 8 000 espectadores Árbitro(s): Aníbal Tejada (Uruguay) |

| 17 de octubre de 1926 | Chile               | 1:3 (0:2) | Uruguay                               | Campos de Sports de Ñuñoa, Santiago                                    |                                                                        |
|                       | Subiabre 68' (pen.) |           | 14' Borjas · 40' Castro · 56' Scarone | Asistencia: 11 152 espectadores Árbitro(s): Pedro José Malbrán (Chile) | Asistencia: 11 152 espectadores Árbitro(s): Pedro José Malbrán (Chile) |

| 20 de octubre de 1926                      | Argentina                                                                       | 8:0 (5:0) | Paraguay | Campos de Sports de Ñuñoa, Santiago                                  |                                                                      |
|                                            | Sosa 11', 32', 59', 87' · Cherro 16' · Delgado 40', 42' · Antonio de Miguel 52' |           |          | Asistencia: 3 000 espectadores Árbitro(s): Francisco Jiménez (Chile) | Asistencia: 3 000 espectadores Árbitro(s): Francisco Jiménez (Chile) |
| Peor resultado en la historia de Paraguay. |                                                                                 |           |          |                                                                      |                                                                      |

| 23 de octubre de 1926 | Paraguay                                                   | 6:1 (0:1) | Bolivia  | Campos de Sports de Ñuñoa, Santiago                                |                                                                    |
|                       | López 57', 81' · C. Ramírez 68', 72', 88' · P. Ramírez 76' |           | 15' Soto | Asistencia: 2 000 espectadores Árbitro(s): Aníbal Tejada (Uruguay) | Asistencia: 2 000 espectadores Árbitro(s): Aníbal Tejada (Uruguay) |

| 24 de octubre de 1926 | Uruguay                 | 2:0 (1:0) | Argentina | Campos de Sports de Ñuñoa, Santiago                                 |                                                                     |
|                       | Borjas 41' · Castro 48' |           |           | Asistencia: 15 000 espectadores Árbitro(s): Miguel Barba (Paraguay) | Asistencia: 15 000 espectadores Árbitro(s): Miguel Barba (Paraguay) |

| 28 de octubre de 1926 | Uruguay                                     | 6:0 (4:0) | Bolivia | Campos de Sports de Ñuñoa, Santiago                                       |                                                                           |
|                       | Scarone 9', 12', 28', 39', 81' · Romano 67' |           |         | Asistencia: 8 000 espectadores Árbitro(s): Juan Pedro Barbera (Argentina) | Asistencia: 8 000 espectadores Árbitro(s): Juan Pedro Barbera (Argentina) |

| 31 de octubre de 1926                                     | Chile        | 1:1 (1:0) | Argentina     | Campos de Sports de Ñuñoa, Santiago                                |                                                                    |
|                                                           | Saavedra 25' |           | 87' Tarasconi | Asistencia: 7 179 espectadores Árbitro(s): Miguel Barba (Paraguay) | Asistencia: 7 179 espectadores Árbitro(s): Miguel Barba (Paraguay) |
| Con este resultado Uruguay se proclamó campeón sin jugar. |              |           |               |                                                                    |                                                                    |

| 1 de noviembre de 1926 | Uruguay                                                | 6:1 (3:0) | Paraguay                  | Campos de Sports de Ñuñoa, Santiago                                   |                                                                       |
|                        | Castro 17', 22', 37', 79' · Saldombide 65' (pen.), 83' |           | 58' (pen.) Fleitas Solich | Asistencia: 12 000 espectadores Árbitro(s): Francisco Jiménez (Chile) | Asistencia: 12 000 espectadores Árbitro(s): Francisco Jiménez (Chile) |

| 3 de noviembre de 1926 | Chile                                     | 5:1 (2:1) | Paraguay        | Campos de Sports de Ñuñoa, Santiago                                |                                                                    |
|                        | Arellano 21', 64', 71' · Ramírez 42', 82' |           | 40' Vargas Peña | Asistencia: 6 067 espectadores Árbitro(s): Aníbal Tejada (Uruguay) | Asistencia: 6 067 espectadores Árbitro(s): Aníbal Tejada (Uruguay) |

|                                         |
| Bandera de Uruguay                      |
| Campeón Uruguay 6.º título (5.º trofeo) |

### Goleadores

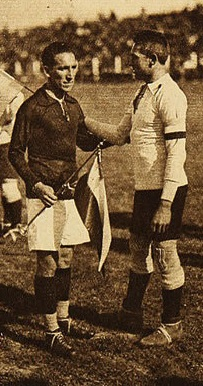
David Arellano y Luis Vaccaro capitanes de los equipos de Chile y Argentina respectivamente, en la cuarta jornada del campeonato; certamen en el cual el chileno terminaría siendo el goleador.

7 goles
- David Arellano

6 goles
- Héctor Castro
- Héctor Scarone

5 goles
- Gabino Sosa

4 goles
- Manuel Ramírez

3 goles
- Roberto Cherro
- Benjamín Delgado
- Pablo Ramírez

2 goles
- De Miguel
- Guillermo Subiabre
- Carlos Ramírez
- Borjas
- Zoilo Saldombide

1 gol
- Domingo Tarasconi
- Teófilo Aguilar
- Carlos Soto
- Humberto Moreno
- Manuel Fleitas Solich
- Ildefonso López
- Luis Vargas Peña
- Ángel Romano

### Mejor jugador del torneo
- José Leandro Andrade.[9]